# Robert Charlton
Sir Robert Charlton (anglès britànic: Bobby Charlton)  (Ashington, 11 d'octubre de 1937 - Macclesfield District General Hospital, 21 d'octubre de 2023) fou un futbolista anglès que ocupava la posició de migcampista. Va ser internacional absolut amb la selecció de futbol d'Anglaterra en 106 partits, amb la qual va guanyar la Copa del Món del 1966. Formà part de l'anomenada United Trinity.

## Biografia
Bobby Charlton va néixer a Ashington (Northumberland) l'11 d'octubre del 1937. Jugava de migcampista i era germà del també futbolista Jackie Charlton. Ingressà al primer equip del Manchester United FC l'any 1956 i amb només 17 anys guanyà la seva primera lliga amb el club. La desgràcia, però, arribà l'any següent quan l'avió que transportava els jugadors del Manchester des de Belgrad, on havien jugat un partit, s'estavellà a prop de Múnic. Van morir vuit jugadors del primer equip. Charlton salvà la vida. Aquell mateix any debutà amb la selecció anglesa de futbol, amb la qual inicià la que seria una llarga trajectòria.
Tot i ser seleccionat a l'equip que disputà el mundial de 1958 no arribà a jugar cap partit. A poc a poc, però, anà creixent com a futbolista fins a esdevenir imprescindible al seu club i a la selecció. Comptant el del 58, Charlton participà en quatre mundials (1958, 1962, 1966 i 1970). I els èxits començaren a arribar. El 1963 guanyà la seva primera FA Cup. El United s'anà refent a poc a poc del desastre de Múnic i a finals dels seixanta formà un gran equip que guanyà dues lligues (1965 i 1967). Entre les dues lligues, Charlton es proclamà campió del Món de futbol a Anglaterra'66. Aquell any, a més, va ser escollit Futbolista de l'any a Anglaterra i Bota d'Or a Europa. L'any 1968 culminà la seva dècada daurada amb la consecució de la Copa d'Europa amb el Manchester United FC. Fou el primer cop que un club anglès aconseguia el major títol europeu i ho feu de la mà de Bobby Charlton que marcà dos gols a la final.
L'any 1970 es retirà de la selecció amb la qual, durant dotze anys, disputà un total de 106 partits i marcà 49 gols. Actualment (2023) és el setè jugador amb més partits disputats amb la samarreta anglesa i tercer màxim golejador, per darrere de Harry Kane i Wayne Rooney. El 1973 Bobby abandonà el Manchester amb el rècord de partits jugats (752), fitxant pel Preston North End on fou jugador-entrenador. La seva actuació, però, no fou reeixida. En l'aspecte positiu, rebé, en aquell temps l'Orde de l'Imperi Britànic. Posteriorment restà lligat en tasques directives al Wigan Athletic i al Manchester United. Fou inclòs a l'English Football Hall of Fame el 2002. El 1998 fou escollit per la Football League a la llista de les 100 llegendes del futbol anglès.

## Trajectòria esportiva
Com a jugador
- East Northumberland schools (categories inferiors)
- Manchester United FC: 1954-1973 (754 partits, 247 gols)
- Preston North End FC: 1973-1975 (38 partits, 8 gols)
- Waterford United: 1975 (31 partits, 18 gols)

Com a entrenador
- Preston North End FC: 1973-1974 (jugador-entrenador)
- Wigan Athletic FC: 1976 (provisional)

## Vida personal i jubilació
Charlton va conèixer la seva dona, Norma Ball, a una pista de gel de Manchester el 1959 i es van casar el 1961. Van tenir dues filles, Suzanne i Andrea. Suzanne va ser dona del temps per a la BBC durant la dècada del 1990. Van tenir néts, inclòs el fill de Suzanne, Robert, que rep el seu nom en honor al seu avi.
El 2007, mentre feia publicitat de la seva propera autobiografia, Charlton va revelar que estava barallat des de feia molt temps amb el seu germà Jack. Poques vegades es parlaven després d'una baralla entre la seva dona Norma i la seva mare Cissie (que va morir el 1996 als 83 anys). Bobby Charlton no va veure la seva mare després de 1992 com a resultat de la baralla.
El 14 de desembre de 2008, Jack li va lliurar el premi a la personalitat esportiva de l'any de la BBC. Va dir que va quedar noquejat ja que el seu germà li va lliurar el premi. Va rebre una gran ovació mentre l'esperava.
Charlton va ajudar a promoure les candidatures de Manchester per als Jocs Olímpics de 1996 i 2000 i els Jocs de la Commonwealth de 2002, la candidatura d'Anglaterra per a la Copa del Món de 2006 i l'reeixida candidatura de Londres per als Jocs Olímpics d'Estiu de 2012. Va rebre el títol de cavaller el 1994 i va ser membre inaugural del Saló de la fama del futbol anglès el 2002. En acceptar el seu premi, va comentar: «Estic molt orgullós d'haver estat inclòs al Saló de la Fama del Museu Nacional del Futbol. És un gran honor. Si mireu els noms inclosos, he de dir que no podria discutir-hi. Tots ells són grans jugadors i gent amb qui m'agradaria haver jugat». També va ser el president (d'honor) del Museu Nacional del Futbol, una organització sobre la qual va dir: «No puc pensar en un museu millor enlloc del món».
El 2 de març de 2009, Charlton va rebre la llibertat de la ciutat de Manchester. Va afirmar: «Estic molt orgullós, és fantàstic. És una gran ciutat. Sempre n'he estat molt orgullós».
Charlton va participar en diverses activitats benèfiques, inclosa la recaptació de fons per als hospitals de càncer. Després de visites a Bòsnia i Cambodja, Charlton es va involucrar en la causa de l'eliminació de mines terrestres, i va donar suport al Grup Assessor de Mines, així com a fundar la seva pròpia organització benèfica, The Sir Bobby Charlton Foundation (abans Find a Better Way), que finança investigació per millorar l'eliminació de mines terrestres civils.
El gener de 2011, Charlton va ser votat com el quart millor jugador del Manchester United de tots els temps pels lectors d'Inside United i ManUtd.com, darrere de Ryan Giggs (que va encapçalar l'enquesta), Eric Cantona i George Best.
Va ser membre dels Premis Laureus World Sports. El 6 de febrer de 2012, Charlton va ser traslladat a l'hospital després de caure malalt i, posteriorment, li van extirpar un càlcul biliar. Això li va impedir recollir un premi a la trajectòria als Premis Laureus World Sports.
El 15 de febrer de 2016, el Manchester United va anunciar que la tribuna sud d'Old Trafford seria rebatejada en honor a Sir Bobby Charlton. La presentació va tenir lloc en el partit a casa contra l'Everton el 3 d'abril de 2016.
El 2015, va rebre el títol de Doctor Honoris Causa per la Universitat de Bath.
L'octubre de 2017, Charlton va tenir un camp que portava el seu nom al St George's Park National Football Center a Burton-upon-Trent.
El novembre de 2020, es va revelar que Charlton havia estat diagnosticat amb demència i, com a resultat, es va retirar de la vida pública.

## Mort
Charlton va morir a l'Hospital General del Districte de Macclesfield a Macclesfield, Cheshire, el 21 d'octubre de 2023, als 86 anys, a causa de les complicacions d'una caiguda que va patir a la residència d'avis on residia; en la investigació posterior, el forense va registrar la seva causa de mort com a trauma als pulmons, una caiguda i demència. La seva mort deixa a Sir Geoff Hurst com l'últim jugador anglès supervivent de la final de la Copa del Món de 1966.
El Manchester United va retre homenatge a Charlton en el seu partit de la Lliga de Campions contra el Copenhaguen a Old Trafford tres dies després de diverses maneres. En primer lloc, els jugadors del United portaven braçalets negres, i l'entrenador Erik ten Hag va ser flanquejat per Alex Stepney i el capità sub-21 Dan Gore abans que Ten Hag diposités una corona i es guardés un minut de silenci abans que comencés el partit. També es va col·locar una altra corona al seient de Charlton a la caixa del director. A més, la portada del programa de partits del United, United Review, presentava Charlton al davant, i els seguidors van posar flors i bufandes al United Trinity.
El funeral va tenir lloc el 13 de novembre. La cerimònia principal va ser a la catedral de Manchester, però la processó va convocar primer a l'estadi d'Old Trafford abans d'anar al centre de la ciutat. Les multituds s'enfilaven als carrers i hi havia uns mil convidats al servei, entre ells Prince William, Alex Ferguson i molts altres associats al club. Les elegies van ser llegides per David Gill i el net William Balderston i hi va haver un homenatge musical de How Great Thou Art cantat per Russell Watson.

## En la cultura popular
- A l'episodi Taking Liberties de la comèdia estatunidenca de la NBC Frasier, Daphne Moon (Jane Leeves), que és de Manchester, esmenta que un dels seus oncles va intentar de manera fanàtica aconseguir l'autògraf de Charlton, «fins que Bobby li va trencar el cap amb una llauna de lager. Dotze punts, i encara té la llauna!»[30]
- A la pel·lícula United de 2011, centrada en els èxits dels Busby Babes i la delmació de l'equip en l'accident de Munic, Charlton va ser interpretat per l'actor Jack O'Connell.[31]
- A l'episodi Munich Air Disaster del documental sobre l'accident aeri Mayday, Charlton va ser entrevistat com a supervivent al programa, al costat de Harry Gregg.
- L'agost de 2024, Endrick, un davanter estrella en ascens del Brasil que juga al Reial Madrid, va afirmar que Bobby Charlton era un dels seus ídols i jugadors preferits durant una entrevista promocional a New Balance.

## Títols i guardons
- 3 Lliga anglesa de futbol: 1957, 1965, 1967.
- 1 Copa anglesa de futbol: 1963.
- 1 Copa d'Europa de futbol: 1968.
- 1 Copa del Món de Futbol: 1966.
- El 1970 estava entre els 50 primers millors jugadors del futbol anglès

### Distincions individuals
| Distinción                                           | Any         |
| ---------------------------------------------------- | ----------- |
| Pilota d'Or com a millor jugador d'Europa            | 1966        |
| Bota de Plata com a 2n millor jugador d'Europa       | 1967        |
| Bota de Plata com a 2n millor jugador d'Europa       | 1968        |
| Orde de l'Imperi Britànic                            | 1969        |
| Ordre del Mèrit de la FIFA                           | 1984        |
| Nombrat President Honorífic del Manchester United FC | 1984 - 2007 |
| Elisabet II li va atorgar el títol de sir            | 1994        |